# Stora Angjärv
Stora Angjärv är en sjö i Finland. Den ligger i kommunen Pedersöre i landskapet Österbotten, i den centrala delen av landet, 400 km norr om huvudstaden Helsingfors. Stora Angjärv ligger 45,3 meter över havet. Arean är 55,5 hektar och strandlinjen är 3,51 kilometer lång. Sjön  ingår i Esse å huvudavrinningsområde.   I omgivningarna runt Stora Angjärv växer i huvudsak blandskog. Den sträcker sig 1,4 kilometer i nord-sydlig riktning, och 1,2 kilometer i öst-västlig riktning.